# William Alexander (Maler, 1767)

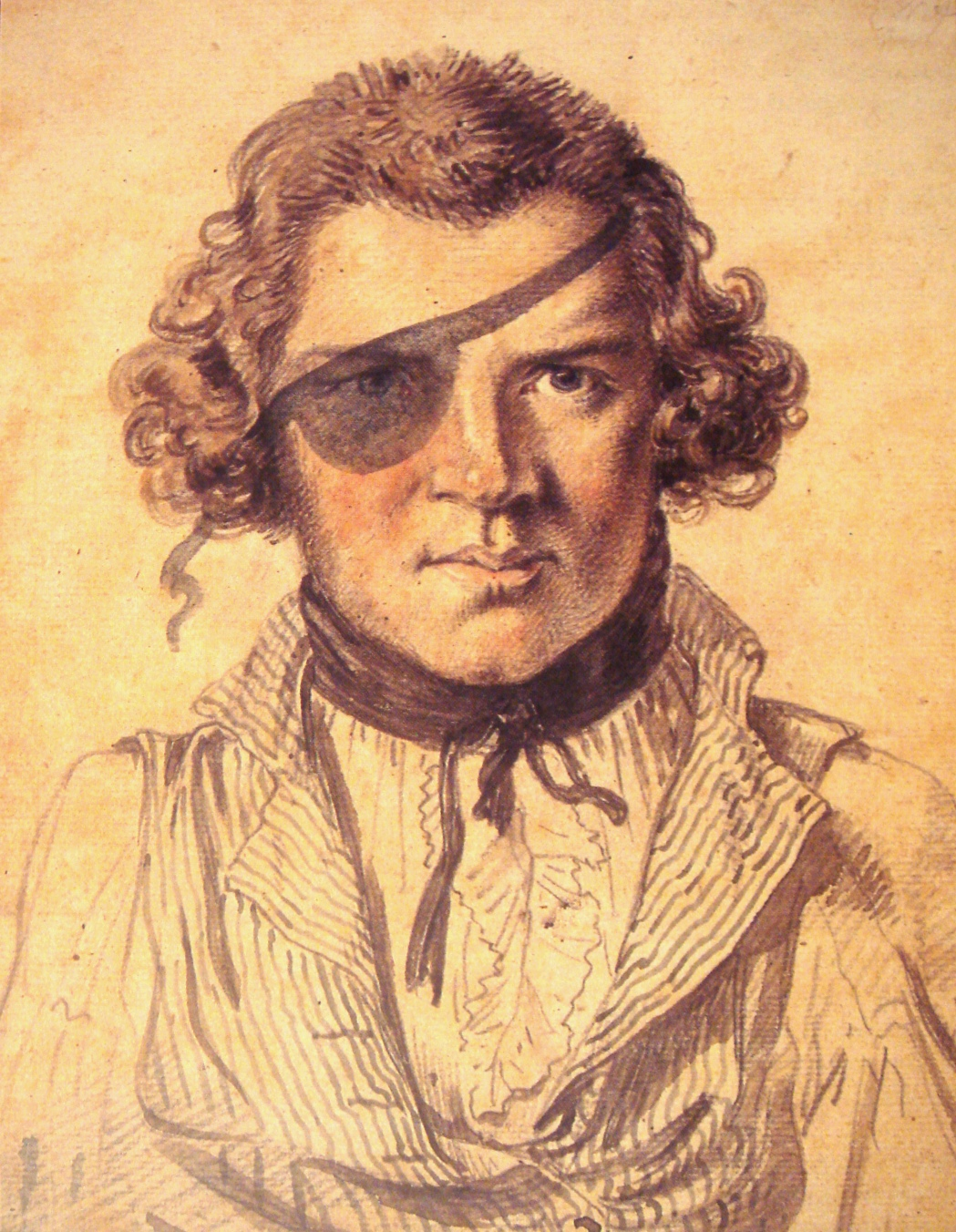
William Alexander
(Selbstporträt, um 1793)

William Alexander (* 10. April 1767 in Maidstone, Kent; † 23. Juli 1816 ebenda) war ein britischer Aquarellmaler, Zeichner, Radierer und Illustrator. Er begleitete 1792–1794 die Macartney-Mission an den chinesischen Kaiserhof und schuf zahlreiche Darstellungen der chinesischen Kultur und Gesellschaft.

## Leben und Werk

### Jugend und Ausbildung
William Alexander war eines von vier Kindern des Kutschenbauers Harry Alexander aus Maidstone in der Grafschaft Kent im Südosten Englands. Er besuchte die Maidstone Grammar School. 1782 wurde der Fünfzehnjährige aufgrund seines Talents für eine künstlerische Ausbildung ausgewählt und nach London entsandt. Er ging zunächst beim Maler William Parrs in die Lehre, dann bei Julius Caesar Ibbetson. 1784 wurde er Student der Royal Academy Schools. Der königliche Hofmaler und Präsident der Royal Academy, Sir Joshua Reynolds, wurde sein Förderer.

### Reise nach China

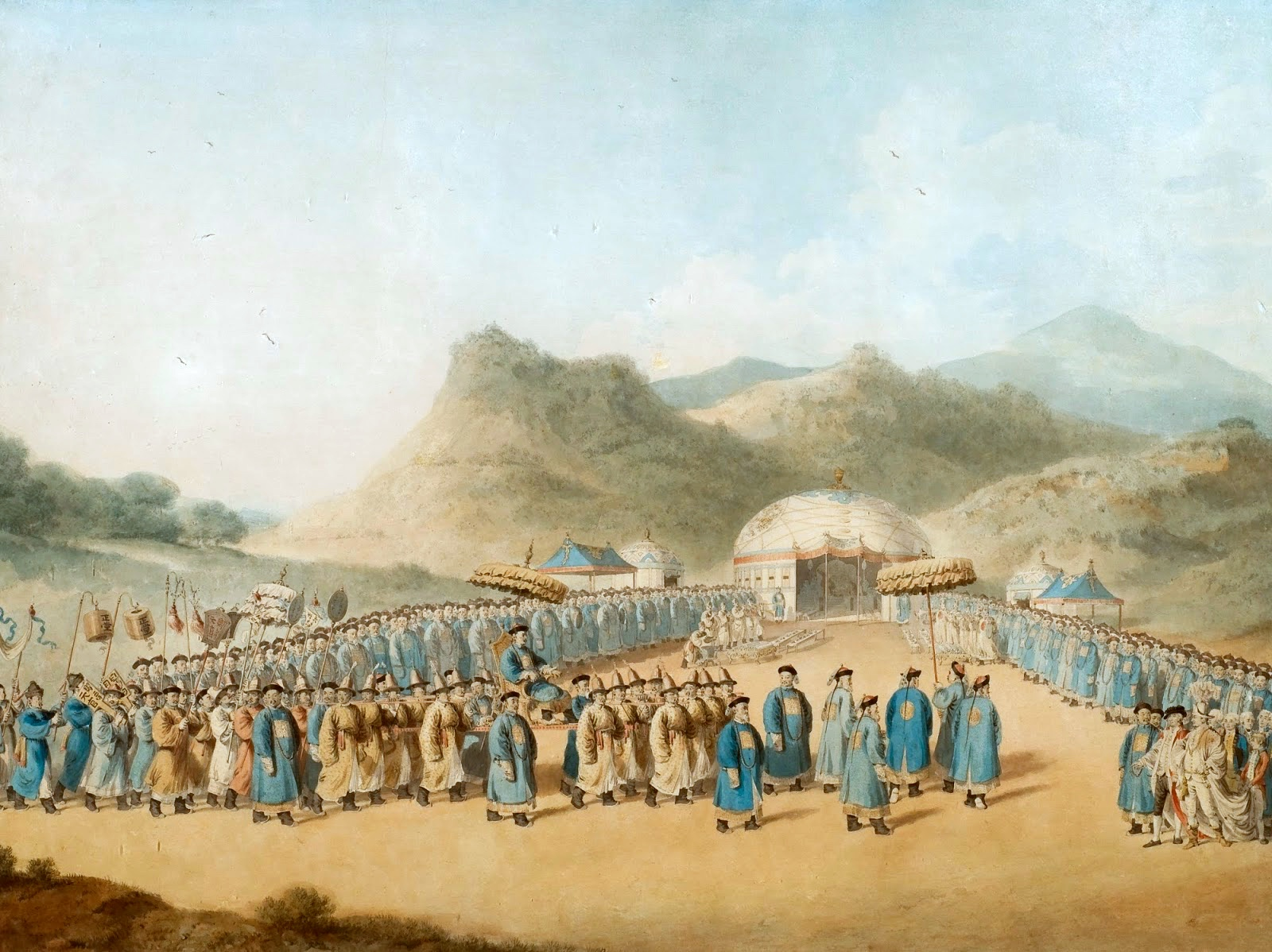
„Die Ankunft des Kaisers von China bei seinem Zelt in der Tatarei zum Empfang des britischen Botschafters“, 1793.
William Alexander war bei der Audienz selbst nicht anwesend, sondern musste in Peking bleiben.

Im Jahr 1792 wurde William Alexander als Zeichner für die Macartney-Mission angeheuert. Diese diplomatische Mission, geleitet von Lord Macartney und Sir George Staunton, sollte an den chinesischen Kaiserhof reisen und den Kaiser davon überzeugen, sein Reich für den Handel mit Großbritannien zu öffnen. William Alexander war auf der Mission formal seinem älteren Malerkollegen Thomas Hickey untergeordnet; dieser sollte jedoch unterwegs nahezu nichts zustande bringen, so dass sämtliche Darstellungen der Expedition von Alexander geschaffen wurden.
Die Schiffe der Mission verließen England Ende September 1792. Aufgrund ungünstiger Winde musste man zunächst von den Kapverden nach Rio de Janeiro segeln, bevor man die Südspitze Afrikas im Januar 1793 erreichte. Im März kam die Gruppe in Batavia in Niederländisch-Ostindien an. Im Mai ging man für einige Tage in Tourane in Vietnam an Land, wo die Tây-Sơn-Dynastie herrschte. Im Juni erreichte man Macau und nahm Kontakt mit den chinesischen Beamten auf. Anschließend segelte die Expedition entlang der chinesischen Küste weiter nach Norden und gelangte über Tientsin nach Peking, wo man im August eintraf. Der Qianlong-Kaiser hielt sich zu dieser Zeit in seiner Sommerresidenz in Jehol (Rehe) nördlich der Großen Mauer auf. Lord Macartney und seine wichtigsten Begleiter – nicht jedoch William Alexander – reisten folglich weiter nach Norden und wurden am 14. September vom Kaiser im Rahmen von dessen Geburtstagsfeierlichkeiten mit großem Zeremoniell empfangen. Da sich Macartney hierbei weigerte, sich gegenüber dem Kaiser im protokollarisch vorgesehenen Kotau zu Boden zu werfen, wurde das britische Ersuchen entschieden abgewiesen und die diplomatische Mission endete als völliger Fehlschlag. Obwohl Alexander nicht vor Ort gewesen war, erstellte er mehrere Darstellungen der kaiserlichen Audienz anhand von Augenzeugenberichten.
Nachdem die Briten im Oktober ein ablehnendes kaiserliches Antwortschreiben erhalten hatten, reiste die Gruppe teils auf dem Landweg, teils auf kleineren Booten zurück nach Macau und stach dort im März 1794 in See. Nach einem Zwischenstopp auf St. Helena traf man schließlich im September 1794 in England ein.

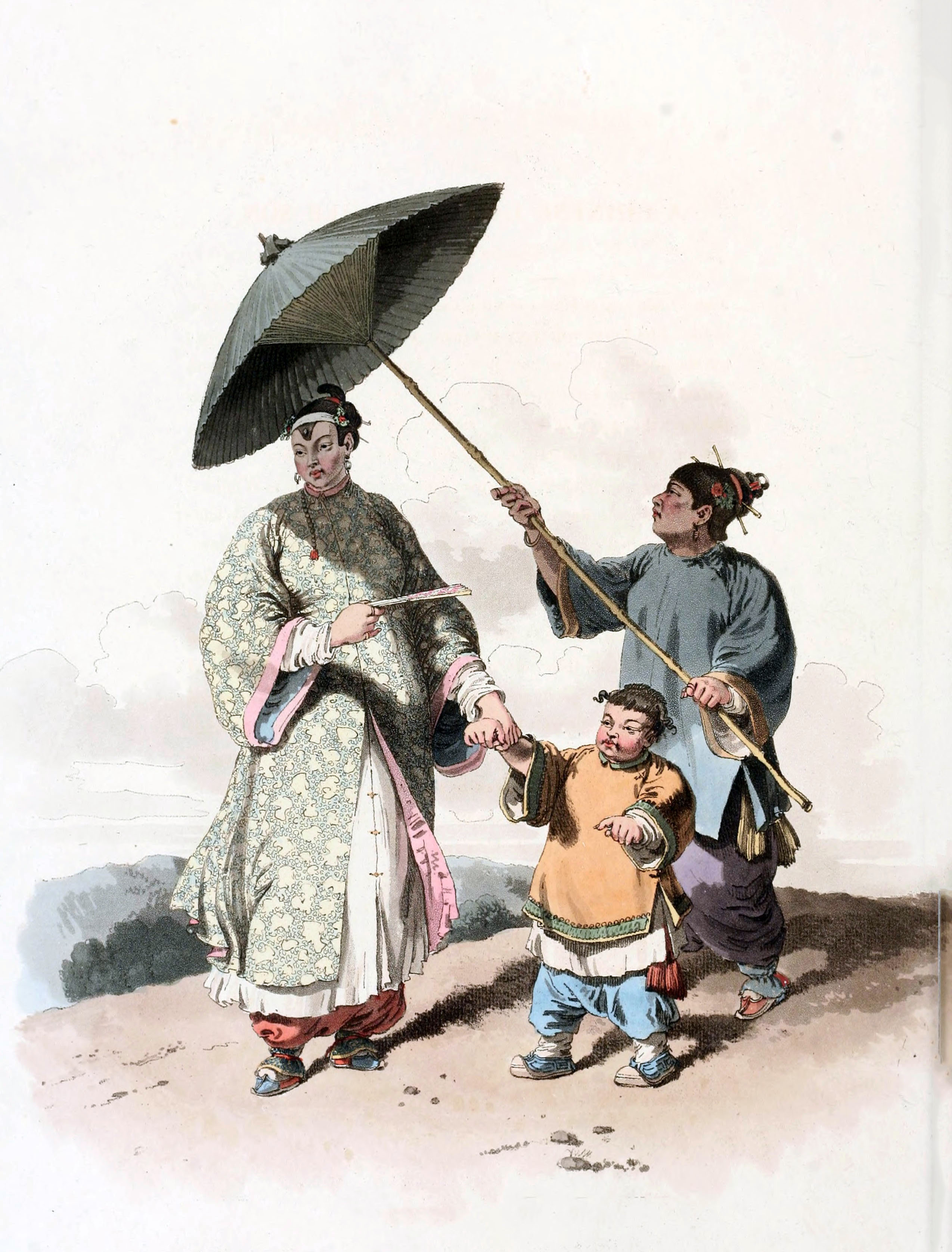
„Eine chinesische Dame und ihr Sohn“,
Darstellung aus The Costume of China, 1805

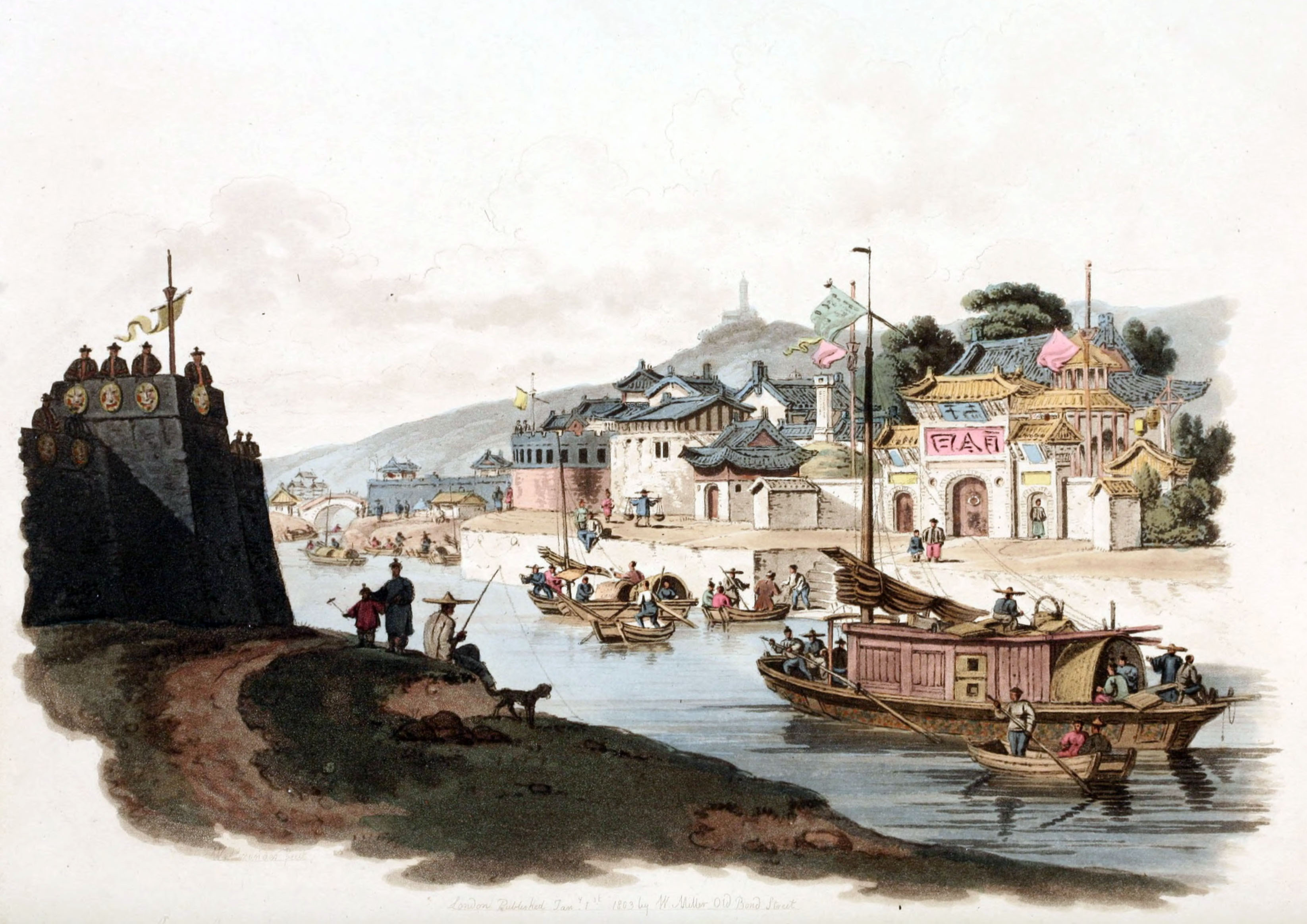
„Ansicht von Yang-tcheou“,
Darstellung aus The Costume of China, 1805

Politisch war die ganze Unternehmung ein großer Fehlschlag gewesen. William Alexander hatte jedoch die Zeit in China genutzt und Land und Leute in über zweitausend Zeichnungen festgehalten. Nach seiner Rückkehr entstanden auf dieser Basis zahlreiche Aquarelle und Drucke, die zum Illustrieren der in den folgenden Jahren erscheinenden Reiseberichte verwendet wurden. So veröffentlichte Sir George Staunton im Jahr 1797 den offiziellen Bericht „An Authentic Account of an Embassy from the King of Great Britain to the Emperor of China“. Der Graveur Joseph Collyer setzte hierfür die Zeichnungen William Alexanders in Drucktafeln um. Der Bericht wurde in Buchform auch ein großer kommerzieller Erfolg und in mehrere Sprachen (auch ins Deutsche) übersetzt.
Zwischen 1795 und 1804 stellte Alexander dreizehn seiner China-Aquarelle in der Royal Academy aus.
Im Jahr 1804 veröffentlichte Sir John Barrow, der während der Expedition für die Buchhaltung zuständig gewesen war, seinen Reisebericht „Travels in China“, 1806 gefolgt von „A Voyage to Cochin China“ über den kurzen Zwischenaufenthalt in Vietnam. Für beide Werke steuerte Alexander die kolorierten Illustrationen bei.
Zusätzlich veröffentlichte er unter seinem eigenen Namen drei Bildbände über die Reise, deren farbige Abbildungen er auch selbst radierte: „Views of Headlands, Islands, etc. taken during the Voyage to China“ erschien 1798. Sein zweites Werk, „The Costume of China“ über chinesische Kleidung und Mode, folgte 1805 und wurde ein großer Erfolg. Schließlich erschien unter seinem Namen noch 1814 eine Fortsetzung „Picturesque Representations of the Dress and Manners of the Chinese“ – als Teil einer Serie über die Kostümkunde und Gebräuche verschiedener Völker, darunter Österreicher, Engländer, Russen und Türken. Es ist allerdings zweifelhaft, ob die qualitativ schlechteren Darstellungen in diesem letzten Werk wirklich aus seiner Hand stammen.
Durch die große Anzahl und den kommerziellen Erfolg seiner Werke prägte William Alexander maßgeblich das britische China-Bild des frühen 19. Jahrhunderts. Noch mehr als zwanzig Jahre nach der Reise wurden Alexanders China-Darstellungen etwa für die Innendekoration des Royal Pavilion in Brighton verwendet. Anders als frühere europäische Chinareisende stellte er auf seinen Bildern das Kaiserreich relativ wirklichkeitsgetreu, gleichzeitig aber auch als in einer Art idyllischem Niedergang begriffen dar. Ruinen im romantischen Picturesque-Stil zieren etwa den Hintergrund vieler Darstellungen.

### Späteres Leben
Im Jahr nach seiner Rückkehr aus China hatte William Alexander geheiratet. Seine Frau Jane Wogan war aber wenig später gestorben. 
Neben den zahlreichen China-Darstellungen übernahm er zu dieser Zeit auch die Aufgabe, George Vancouvers Reisebericht  „Voyage of discovery to the north Pacific Ocean, and round the world“ anhand von Skizzen mit Abbildungen zu illustrieren. Im Jahr 1800 vollendete er eine Aquatinta-Radierung, die ein von Lord Romney im August 1799 veranstaltetes Fest zu Ehren der Freiwilligentruppen Kents zeigt. Zunehmend widmete er sich auch der heimischen Landschaftsmalerei und schuf eine Reihe von „pittoresken“ Ansichten englischer Landschaften und Städte.
Im Jahr 1802 wurde William Alexander Professor für Zeichenkunst am neu gegründeten Royal Military College in Great Marlow. 1808 wechselte er ins British Museum, wo er als Assistant-Keeper of the Department of Antiquities die Verantwortung für die Sammlung der Zeichnungen und Drucke erhielt. Unter seiner Leitung wurde mit der zeichnerischen Erfassung der antiken Keramiken und Marmorbildnisse begonnen. Alexander erstellte dabei die Zeichnungen selbst, die Bildbeschreibungen wurden von Taylor Combe ergänzt. „A Description of the Collection of Ancient Terracottas in the British Museum“ erschien 1810, gefolgt von den ersten vier Bänden der Reihe „A Description of the Collection of Ancient Marbles in the British Museum“ (1812, 1815, 1818, 1820).
Die Veröffentlichung der letzteren beiden Bände erlebte William Alexander allerdings nicht mehr. Er starb 1816 in seinem Geburtsort im Alter von 49 Jahren an einer Gehirnkrankheit und wurde auf dem Friedhof Boxley begraben. 
Postum wurden einige seiner romantischen englischen Landschaftsansichten von William Turner in dessen 1826 erschienenem Sammelwerk „Picturesque Views on the Southern Coast of England“ aufgenommen. Im Jahr 1841, ein Vierteljahrhundert nach William Alexanders Tod, wurde schließlich  seine Reiseerzählung „A Journey to Beresford Hall, the Seat of Charles Cotton, Esq., the Celebrated Author and Angler“ als Buch veröffentlicht.